# Бідні родичі
«Бідні родичі» — кінофільм режисера Павла Лунгіна, що вийшов на екрани в 2005 році.

## Зміст
Едик Лєтов організував прибутковий на пострадянському просторі бізнес. Він за гроші шукає родичів людей по всьому світу. Якщо знайти їх не вдається, бізнесмен іноді підміняє їх на інших людей із західних країн. Проте, такі зустрічі часто зближують людей, які дійсно переймаються родинним почуттям один до одного.

## Ролі
| Актор                 | Роль |
| --------------------- | ---- |
| Костянтин Хабенський  | -    |
| Данило Співаковський  | -    |
| Леонід Каневський     | -    |
| Сергій Гармаш         | -    |
| Наталія Коляканова    | -    |
| Естер Горінтін        | -    |
| Отто Таузиг           | -    |
| Міглє Міртчев         | -    |
| Грегуар Лепренс-Ренге | -    |
| Марина Голуб          | -    |
| Агрипина Стеклова     | -    |

## Знімальна група
- Режисер — Павло Лунгін
- Сценарист — Геннадій Островський
- Продюсер — Павло Лунгін
- Композитор — Мишель Арбатц